# ظاهر هویدا
ظاهر هویدا (زاده ۲۸ فوریهٔ ۱۹۴۵ در بلخ -درگذشتهٔ ۵ مارس ۲۰۱۲ در هامبورگ) خواننده و آهنگساز اهل افغانستان بود. هویدا از دهه ۱۹۶۰ (میلادی) تا دهه ۱۹۸۰ (میلادی) تجربه‌های هنری گوناگونی در تئاتر، بازی در فیلم، ایجاد گروه موسیقی غیر حرفه ای به همراه عزیز آشنا، ساخت موسیقی فیلم، تهیه و اجرای برخی برنامه‌های هنری رادیو و تلویزیون، تلاش برای ایجاد بخش دوبله فیلم و مجموعه تلویزیونی در تلویزیون افغانستان، خوانندگی، و آهنگسازی داشته‌است. او در طول زندگی خود نزدیک به ۳۰۰ آهنگ ساخت.

## زندگی و سرگذشت
ظاهر هویدا در بلخ در خانواده‌ای از قوم تاجک به دنیا آمد، پدربزرگ هویدا از خانواده‌ای فرهنگی از محله چنداول، کابل بود. پدر وی، اسماعیل مایل، اهل شعر و فرهنگ و صاحب‌ذوق بود و در اتاق‌های تجارت کار می‌کرد. او در پنج سالگی به موسیقی علاقه‌مند شد و پدرش همان هنگام که در بلخ کارمند دولت بود برای آموزش او و برادرش کبیر هویدا آموزگار موسیقی استخدام کرد. این، پایه آموزش موسیقی او شد. ظاهر در سن ۷ سالگی نواختن هارمونیه را فرا گرفت و در سن ۱۶ سالگی در کنسرت‌های لیسه استقلال همکاری داشت و سپس با رادیو افغانستان همکاری خودرا آغاز نمود. ظاهر مدتی را در مزارشریف با بستگان خود سپری نمود تا آنکه پدرش درگذشت و با برادران خود کبیر و منیر و مادرش به کابل رفتند. در کابل، مادر ظاهر، کار خیاطی را در اعمالت‌خانه اردو فرا گرفت و از این طریق روزگار بخور نمیری را سپری می‌کردند.
ظاهر در سن ۹ سالگی به مکتب رفت. او به دلیل ناتوانی اقتصادی نتوانست زودتر وارد مکتب شود و تا کلاس نهم را در لیسه (دبیرستان) استقلال درس خواند. به دلیل تنگدستی، ظاهر هویدا ضمن درس خواندن به کارهای سختی چون کفاشی، آهنگری، و بلیط فروشی سینما پرداخت.
در سال ۱۹۶۶ (میلادی) با بورس تحصیلی برای ادامه تحصیل در رشته موسیقی به همراه ببرک وسا به مسکو رفت و پس از آموختن زبان روسی، وارد هنرستان عالی موسیقی چایکوفسکی شد. اما به دلیل مشکلات اقتصادی خانواده و عدم نیاز به ادامه بیشتر تحصیل درمسکو، درس خود را به پایان نرساند و در سال ۱۹۷۱ (میلادی) پس از پایان تحصیل، به کابل بازگشت و در رادیو کابل مشغول کار شد.

## فعالیت‌هنری
نخستین کارهای ظاهر هویدا بر صحنه‌های رسمی موسیقی افغانستان، از رنگین کمان اسرار آمیز و رؤیایی بیتل‌ها و جاذبه موسیقی دهه ۱۹۶۰ (میلادی) متأثر بود. او در سال ۱۹۶۳ (میلادی) نخستین ارکستر آماتور را در افغانستان پایه‌گذاری کرد. هویدا و آماتوران آن وقت کابل، ترکیب سازبندی گروه و حتی طرز لباس پوشیدن را تا اندازه‌ای از بیتل‌ها برداشته بودند. آنها همه اهل مکتب و قلم بودند و با نوعی دید روشنفکرانه به زندگی نگاه می‌کردند. سبک موسیقی آماتوران، موسیقی پاپ با تأثیرات منطقه‌ای و کمی فرامنطقه‌ای بود. این موسیقی برای نخستین‌بار موسیقی را در میان خانواده‌های روشنفکر کابل وارد کردند و آغازگر فصل تازه‌ای در تاریخ موسیقی معاصر افغانستان شدند که در ایجاد موسیقی پاپ افغانی نقش به سزایی داشت.
هویدا در دهه ۱۹۷۰ (میلادی) تهیه‌کننده و مجری برنامه‌های تفریحی در رادیو و تلویزیون افغانستان بود. برنامه رادیویی جمعه‌شب‌های او شنوندگان بسیاری داشت که در آن مطالب جالب و سرگرم‌کننده همراه با نقد اجتماعی پخش می‌شد.
هویدا در سال ۱۹۷۲ (میلادی) برای یادگیری موسیقی و همکاری با هنرمندان ایرانی به ایران رفت و در برنامه تلویزیونی سلام همسایه با اجرای فریدون فرخزاد، ترانه کمر باریک من، سروده ابوالقاسم لاهوتی را اجرا کرد که سپس بسیاری از خواننده‌های ایرانی و تاجیکستانی آن را اجرا کردند.
ظاهر هویدا در دهه ۱۹۸۱ (میلادی) گروه باران را پایه‌گذاری کرد.
هویدا بیش از پنجاه سال برای حرفه‌ای ساختن هنر موسیقی در افغانستان تلاش کرد. او کم می‌خواند ولی توجه داشت که هر اثرش یک قطعه ماندگار از نظر شعر و موسیقی باشد. او دارای شیوه‌ای ویژه در آواز بود و علاوه بر هنر آوازخوانی، از گردانندگان برنامه‌های تلویزیونی رادیو تلویزیون افغانستان نیز به‌شمار می‌رفت.

## دیدگاه هنری و سیاسی
ظاهر هویدا دارای اندیشه‌های چپ و معترض به حکومت بود. او باور داشت که هنرمند باید به نقد سیاست و حاکمیت بپردازد و هنر باید بر سیاست و نه برعکس آن باشد. هویدا از تجمل‌گرایی در هنر و سودجویی موسیقی برای دامن‌زدن به اختلاف طبقاتی انتقاد می‌کرد.

## مهاجرت به آلمان
ظاهر هویدا در سال ۱۹۹۰ (میلادی) به آلمان پناهنده شد و مدت ۱۷ سال را در آنجا گذراند و در آن دیار به کارهای هنری خود ادامه داد.
هویدا در دوران مهاجرت، در فیلم کوتاه شانزده دقیقه‌ای نان ساخته سال ۲۰۰۰ (میلادی) به کارگردانی مسعود عطایی در شهر هامبورگ، نقش اصلی را بازی کرد و پس از آن در فیلمی از کریم تنویر به نام پروفسور به ایفای نقش پرداخت.

## زندگی خصوصی
ظاهر هویدا با وحیده هویدا  ازدواج کرد و حاصل زندگی مشترک آنها پنج فرزند به نام‌های ژاله، آرش، علی، لیلی و مسیح است. او دارای سه نوه به نام‌های حنا، بهار و نیله بود. از جمله فرزندان او آرش، علی و ژاله راه پدر را دنبال کرده‌اند.

## مرگ
ظاهر هویدا در اواخر عمر از بیماری سرطان گوش رنج می‌برد و سرانجام صبح روز دوشنبه ۵ مارس ۲۰۱۲ (میلادی)  در هامبورگ آلمان در سن ۶۷ سالگی درگذشت.